# Cephalotes multispinosus
Cephalotes multispinosus é uma espécie de inseto do gênero Cephalotes, pertencente à família Formicidae.